# Кабел
Кабелът (на английски: Electrical cable) е метален електрически проводник, обвит с токоизолиращ материал или снопове от повече изолирани помежду се жила от проводици в обща защитна обвивка. Служат за пренасяне и разпределение на електрическа енергия в електрическите мрежи. Имат конструкция подобна на шнуровете, но са предназначени за трайно полагане в стабилни закрити инсталации, поради което жилата им са със значително по-голямо сечение и нямат гъвкавостта на използваните жила в шнуровете. Този начин на монтаж изисква специална конструкция на тоководещите жила и типа и качество на изолацията, която да позволява при такива тежки условия на експлоатация добро охлаждане на кабела. Поради това те се произвеждат с изисквания към конкретно предназначение удовлетворяващи безопасното ползване при определини условия за монтаж и експлоатация. Това налага за някои видове кабели да има допълнителни изисквания в сравнение с шнуровете, особено за тези които се полагат под земята, в шахти, тунели, канали или се използват на места при други агресивни условия, които включват:
-да имат непрекъсната по дължината на кабела оловна, алуминиева, каучукова или пластмасова обвивка (наричана мантел), която да го затваря херметически;
- да имат допълнителна защитна покривка върху мантела от стоманена лента, която да предпазва от външни механични или химически въздействия. ,

## Класификация
- По предназначение

- Cилови кабели. Това са инсталационни кабели които служат за пренасяне и разпределение на електрическа енергия ниско, средно и високо напрежение. Използват се в електрически уредби, и инсталации, свързани с контролно - измервателни уреди, както и командни уреди и апарати.
- Съобщителни кабели. Служат за осъществяване на градска и междуселищна връзка.
- Морски кабели. Служат за монтаж в речни или морски съдове за пренос и разпределение на електрическа енергия.
- Руднични кабели. Служат за пренасяне и разпределение на електрическа енергия при условията на мините и рудниците.
- Коаксиален кабел.
- Оптичен кабел. Съвременно техническо решение за пренос на информация на големи разстояния с голям обем данни, ниски загуби и с много нисък риск от корозия.
- Мостов кабел – симетрична предавателна линия за захранване /връзка с антена.
- Мостов кабел – специализиран инсталационен двужилен кабел за изграждане на електрически инсталации в жилищни и обществени сгради.
- Нагревателни кабели - служат за нагряване на повърхност или околното пространство, до която са поставени. Проводникът е изпълнен като нагревателен елемент със специална изолация и външна защитна покривка от PVC пластификат с висока термична устойчивост и механична здравина.
- По конструкция

- Кабели с медни или алуминиеви жила;
- Кабели с импрегнирана хартиена изолация в оловна или алуминиева обвивка;
- Кабели с каучукова изолация в оловна, каучукова или пластмасова обвивка;
- Кабели с пластмасова изолация в оловна или пластмасова обвивка; 
- Коаксиален кабел;
- Оптичният кабел. Неметален кабел, съставен от едно или няколко оптични влакна, всяко от тях обвито в пластмасов кожух в определен цвят, с който се означава конкретния вид на влакното.